# Qianxie solegladi
Genre
Espèce
Qianxie solegladi, unique représentant du genre Qianxie, est une espèce de scorpions de la famille des Pseudochactidae.

## Distribution
Cette espèce est endémique de Chine. Elle se rencontre au Yunnan et au Sichuan.

## Description
La femelle holotype mesure 24,7 mm.

## Systématique et taxinomie
Cette espèce a été décrite par Tang en 2022.
Ce genre a été décrit par Tang en 2022 dans les Pseudochactidae.

## Étymologie
Cette espèce est nommée en l'honneur de Michael E. Soleglad.

## Publication originale
- Tang, 2022 : « A new scorpion genus and species from China, Qianxie solegladi gen. et sp. n. (Scorpiones: Pseudochactidae). » Euscorpius, no 351, p. 1-19 (texte intégral).